# Neuroanatomía de la memoria
La neuroanatomía de la memoria comprende una amplia variedad de estructuras anatómicas cerebrales.

## Estructuras subcorticales

### Hipocampo
El hipocampo es una estructura cerebral que ha sido asociada a diversas funciones memorísticas. Forma parte del sistema límbico y se ubica junto al lóbulo temporal medial. Está compuesto por dos estructuras, el Asta de Ammon y el giro dentado, cada una de las cuales contiene un tipo distinto de células.

#### Mapas cognitivos

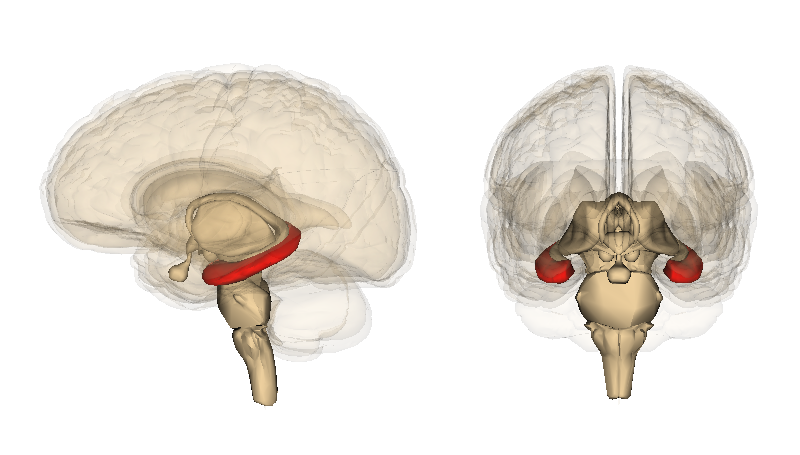
El hipocampo, destacado en rojo.

Existen pruebas de que el hipocampo en humanos alberga la representación de mapas cognitivos. En un estudio se implantaron electrodos en el hipocampo de unas ratas para realizar un registro de la actividad celular, encontrándose que algunas neuronas respondían intensamente cuando la rata se ubicaba en determinadas localizaciones específicas. Estas células se denominan células de lugar, y las agrupaciones de estas células pueden considerarse mapas mentales. Individualmente, las células de lugar no solamente responden a una única área, sino que los patrones de activación de estas células se solapan, formando capas de mapas mentales en el hipocampo. Una buena analogía es el hecho de que un mismo píxel de la pantalla de un televisor u ordenador puede ser utilizado para formar cientos de miles de combinaciones posibles, que produzcan imágenes diferentes en cada ocasión. Del mismo modo, las células de lugar pueden ser utilizadas en cualquiera de las múltiples combinaciones posibles para representar diversos mapas mentales. La parte derecha del hipocampo está más orientada a responder ante estímulos espaciales, mientras que la parte izquierda se asocia con otro tipo de información contextual. Además, existen pruebas de que la experiencia en construir mapas mentales, como la que desarrollan los taxistas que trabajan durante largos periodos de tiempo en grandes ciudades (lo que requiere la memorización de una gran cantidad de rutas) puede incrementar el volumen del hipocampo.

#### Codificación
Los daños en el hipocampo y sus regiones circundantes pueden provocar amnesia anterógrada, esto es, la incapacidad para crear recuerdos nuevos.  Esto significa que el hipocampo no solo es importante para el almacenamiento de los mapas cognitivos, sino también para la codificación de recuerdos.
El hipocampo también está implicado en la consolidación de la memoria, el lento proceso por el que los recuerdos pasan de la memoria a corto plazo a la memoria a largo plazo. Esta teoría se sustenta en los estudios en los que se inducen lesiones hipocampales a ratas en diferentes momentos posteriores al aprendizaje de una tarea determinada. Este proceso de consolidación puede prolongarse durante varios años.
También se ha hallado que es posible crear nuevos recuerdos semánticos sin hipocampo, pero no nuevos recuerdos episódicos, lo que significa que no pueden aprenderse descripciones explícitas de hechos reales (episódicos), pero sí se pueden adquirir conocimientos y significados a partir de experiencias semánticas.

### Cerebelo

El cerebelo, destacado en rojo.

El cerebelo («pequeño cerebro») es una estructura localizada en la parte posterior del cerebro, cerca de la médula espinal. Se asemeja a una versión en miniatura de la corteza cerebral, dada su superficie ondulada.
A diferencia del hipocampo, que está involucrado en la codificación de recuerdos complejos, el cerebelo desempeña un papel en el aprendizaje motor y de recuerdos procedimentales, como las habilidades que requieren de un grado de coordinación y control de motricidad fina. Algunos ejemplos de habilidades relacionadas con la memoria procedimental podrían ser aprender a tocar un instrumento musical, o a conducir un vehículo. Las personas con amnesia global transitoria que tienen dificultades para crear recuerdos nuevos y/o recordar sucesos pasados pueden, en ocasiones, conservar la capacidad de ejecutar piezas musicales complejas, lo que sugiere que la memoria procedimental está completamente disociada de la memoria consciente, también conocida como memoria explícita.
Esta distinción toma significado si se suma que el cerebelo, que se encuentra demasiado lejos del hipocampo, es el responsable del aprendizaje procedimental. El cerebelo está involucrado en el aprendizaje motor a un nivel general, y los daños que pueda sufrir redundarán en dificultades en la ejecución de movimientos. Más concretamente, se considera que esta estructura es la responsable de la coordinación de la precisión y organización temporal de los movimientos, así como de la realización de cambios a largo plazo (aprendizaje) destinados a mejorar estas habilidades.

### Amígdala

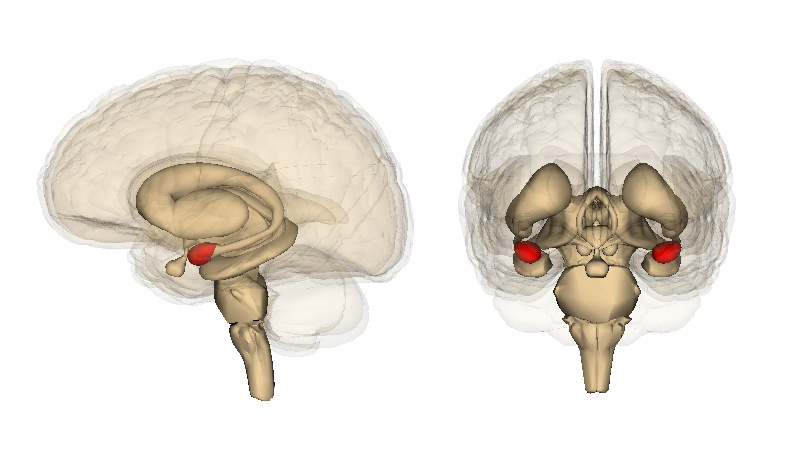
La amígdala, destacada en rojo.

La amígdala se encuentra situada bajo el hipocampo, en el lóbulo temporal medial. Como otros núcleos cerebrales, se trata de una estructura doble, presente en ambos hemisferios cerebrales. Las amígdalas se asocian con el aprendizaje y la memoria emocionales, en la medida en que responde intensamente ante la presentación de estímulos emocionales, especialmente el miedo. Las neuronas de estas estructuras ayudan a la codificación de recuerdos emocionales, realzándolos. Este proceso se traduce en el hecho de que los sucesos emotivos son codificados de forma más profunda en la memoria. Las lesiones de la amígdala practicadas en monos han mostrado un deterioro de la motivación y del procesamiento de emociones en general.

#### Memoria de condicionamiento del miedo
Las pruebas de condicionamiento pavloviano han demostrado el papel activo de la amígdala en procesos de condicionamiento del miedo en ratas. Las investigaciones que incluían lesiones en los núcleos basolaterales han mostrado una fuerte asociación con los recuerdos relacionados con el miedo. El núcleo central enlaza con las respuestas conductuales que dependen de la reacción basolateral al miedo. También se asocia el núcleo central de la amígdala con las emociones y comportamientos motivados por el hambre y el deseo sexual.

#### Consolidación de recuerdos
Las experiencias y los sucesos emotivos son un tanto frágiles, y transcurre un tiempo antes de que se asienten por completo en la memoria. Este lento proceso, conocido como consolidación, permite que las emociones puedan influir en el modo en que se almacenan los recuerdos.
Como se ha dicho, la amígdala está involucrada en la consolidación de recuerdos, esto es, en el proceso de transferir los conocimientos desde la memoria a corto plazo o la memoria de trabajo hasta la memoria a largo plazo. A este proceso también se le conoce como «modulación de la memoria». La amígdala trabaja para codificar en la memoria la información emocional reciente. Las investigaciones al respecto han demostrado que, cuanto mayor es el nivel de activación emocional en el momento del suceso, mayor será la probabilidad de que el suceso sea recordado posteriormente. Esto puede deberse al efecto potenciador que despliega la amígdala sobre los aspectos emotivos de la información durante su codificación, lo que provoca que los recuerdos sean procesados a un nivel más profundo, y por tanto, sean más resistentes al olvido.

### Ganglios basales y memoria motriz

Los ganglios basales y estructuras relacionadas.

Los ganglios basales son un conjunto de núcleos cerebrales localizados en el lóbulo temporal medial, situados sobre el tálamo y conectados con la corteza cerebral. Concretamente, los ganglios basales comprenden los núcleos subtalámicos, la sustancia negra, el globo pálido, el estriado ventral y el estriado dorsal, formado por el putamen y el caudado. Las funciones básicas de estos núcleos tienen que ver con la cognición, el aprendizaje y el control de las actividades motoras. Los ganglios basales también están relacionados con el aprendizaje y la memorización de procesos inconscientes relacionados con la memoria implícita.
Se cree que el núcleo caudado ayuda al aprendizaje y el recuerdo de las asociaciones establecidas por medio de condicionamiento operante. Concretamente, las investigaciones han mostrado que esta región de los ganglios basales desempeñan un papel en la adquisición de hábitos de respuesta a estímulos, así como en la resolución de tareas secuenciales.
Se han asociado los daños en los ganglios basales a una disfunción en el aprendizaje y adquisición de habilidades perceptivo-motoras. La mayor parte de los trastornos asociados al daño de estas áreas cerebrales conllevan algún tipo de disfunción motora, así como déficits en la memoria de trabajo a la hora de alternar la ejecución de distintas tareas. Este tipo de síntomas también se manifiestan en los pacientes que sufren de distonía, síndrome atimórmico, síndrome de Fahr, enfermedad de Huntington o enfermedad de Parkinson. Las enfermedades de Huntington y Parkinson conllevan un deterioro cognitivo y motor.

## Estructuras corticales

### Lóbulo frontal
Los lóbulos frontales se ubican al frente de cada hemisferio cerebral, delante de los lóbulos parietales, de los que los separa la corteza motora primaria, que controla los movimientos voluntarios de partes del cuerpo específicas asociadas al giro precentral. Esta corteza participa en la capacidad para realizar actividades como la planificación del día, la organización del trabajo, escribir una carta, prestar atención a los detalles o controlar los movimientos de brazos y piernas. También influye sobre la conducta y la personalidad. 
Poniendo en relación estas características con la actividad memorística, se pone de manifiesto la importancia de la coordinación de la información. Así, la actividad de los lóbulos frontales es muy importante para la memoria de trabajo. Por ejemplo, a la hora de pensar sobre cómo llegar a un lugar al que no se ha ido antes, se combinan diversos conocimientos que ya se han adquirido previamente: el mapa mental que se tenga de la ciudad en la que se encuentra ese lugar; la información que podamos extraer de un mapa; el conocimiento sobre los patrones de circulación en la zona, las conversaciones oídas al respecto previamente, etc. Mediante el uso activo de toda esta información se puede llegar a determinar una ruta apropiada para alcanzar el objetivo. Esta acción implica el uso controlado de información en la memoria de trabajo, coordinada por los lóbulos frontales. 
Los lóbulos frontales ayudan a escoger los recuerdos que son relevantes para una ocasión determinada. Pueden coordinar varios tipos de información dentro de un razonamiento memorístico coherente.  Por ejemplo, el conocimiento de una información en sí misma, así como de dónde viene esa información, debe ubicarse conjuntamente en una única representación memorística. A esto se le denomina monitorización de fuente. En ocasiones experimentamos situaciones en las que estas informaciones permanecen separadas, como en el caso en el que recordamos algo, pero no sabemos el origen de esa información, lo que se conoce como un error de monitorización de fuente.
Los lóbulos frontales también se encuentran implicados en la capacidad para recordar qué necesitamos hacer en el futuro; a esto se lo conoce como memoria prospectiva.

### Lóbulo temporal
Los lóbulos temporales ocupan una región de la corteza cerebral localizada bajo la cisura de Silvio, en ambos hemisferios cerebrales. Esta zona de la corteza cerebral está más estrechamente asociada con la memoria, concretamente con la memoria autobiográfica.
Los lóbulos temporales también están implicados en la memoria de reconocimiento. Ésta consiste en la capacidad para identificar un elemento que ha sido percibido con anterioridad.  Está comúnmente aceptado que la memoria de reconocimiento está formada por dos componentes: un componente de familiaridad, y un componente recolectivo. El primero consiste en la sensación de conocer algo, y el segundo tiene que ver con la identificación del origen del recuerdo.
Los daños en los lóbulos temporales pueden afectar a un individuo en un amplio número de formas: trastornos en la sensación y percepción auditiva; problemas en la atención selectiva a determinados estímulos visuales o auditivos; trastornos en la percepción visual; deterioro de la capacidad de organización y categorización de material verbal, trastornos en la comprensión del lenguaje y alteraciones en la personalidad.
En relación con la memoria, el daño en los lóbulos temporales pueden causar un deterioro de la memoria a largo plazo. Así, pueden verse afectados tanto los conocimientos semánticos generales como los recuerdos episódicos más personales.

### Lóbulo parietal
El lóbulo parietal se localiza directamente detrás del surco central, encima del lóbulo occipital y detrás del lóbulo frontal; visualmente, en la parte superior de la parte trasera de la cabeza. El lóbulo parietal se enclava entre cuatro fronteras anatómicas cerebrales, estableciendo una división entre los cuatro lóbulos.
El lóbulo parietal tiene múltiples funciones cerebrales, y su funcionamiento general puede dividirse en dos áreas principales. 1) Sensación y percepción. 2) Construcción de un sistema de coordinación espacial que represente el mundo circundante. El lóbulo parietal ayuda a prestar atención cuando es necesario, y proporciona una conciencia espacial y habilidades de navegación y orientación. Además, sirve como centro de integración de toda la información sensorial (tacto, dolor, etc.) para crear una única percepción. Permite la capacidad para prestar atención a diferentes estímulos al mismo tiempo. Los estudios con TEP muestran una alta actividad en el lóbulo parietal en sujetos a los que se les pide que presten atención a dos actividades distintas a un mismo tiempo. Además, este lóbulo participa en la memoria verbal a corto plazo, y los daños en el giro supramarginal pueden provocar pérdida de memoria a corto plazo.
Los daños en el lóbulo parietal provocan el síndrome de negligencia, que consiste en que los afectados tratan partes de su propio cuerpo u objetos que se encuentran en determinadas áreas de su campo visual como si no existieran. Los daños en la parte izquierda del lóbulo temporal pueden causar el llamado síndrome de Gerstmann, que cursa con desorientación izquierda-derecha, agrafia, agnosia digital y acalculia. Este tipo de daños también pueden causar trastornos del lenguaje (afasia), así como la incapacidad de percibir objetos. Los daños en la parte derecha del lóbulo parietal pueden provocar negligencia contralateral (ignorar la existencia de determinadas partes del cuerpo o del espacio visual en la zona contralateral al área cerebral lesionada), lo que puede provocar el deterioro de múltiples habilidades de autocuidado, como el vestido o el aseo personal. Los daños en la parte derecha también pueden provocar dificultades para llevar a cabo tareas o movimientos —aunque se tenga la disposición para esas tareas y los músculos requeridos funcionen adecuadamente (apraxia)—, falta de conciencia de las incapacidades sobrevenidas (anosognosia) y dificultades en el dibujo. El síndrome de negligencia tiende a ser más prevalente en los casos de daños en la zona derecha del lóbulo, dado que es la zona que mediatiza la atención a ambos campos visuales. Los daños en la corteza somatosensorial provocan pérdida de las sensaciones corporales, especialmente del sentido del tacto.

### Lóbulo occipital
El lóbulo occipital es el más pequeño de los cuatro lóbulos de la corteza cerebral humana, y se localiza en la parte posterior de la cabeza, en el área del prosencéfalo. El lóbulo occipital se asienta directamente sobre el cerebelo, y está situado en la parte posterior del surco parieto-occipital. Está considerado el centro del sistema de percepción visual, siendo esta su función principal.
Los sensores retinianos envían señales a través del nervio óptico hasta el núcleo geniculado lateral. Cuando éste recibe la información, la envía a la corteza visual primaria, donde se organiza y sale por dos posibles vías: la ruta dorsal o la ruta ventral.
La ruta ventral es la responsable del reconocimiento y la representación de los objetos, y se conoce como la «ruta del qué». La ruta dorsal es la responsable de guiar nuestras acciones y reconocer el lugar del espacio en que se encuentran los objetos, por lo que se conoce como la «ruta del cómo». Una vez que la información se envía a través de estas rutas, continua hacia otras áreas cerebrales responsables del procesamiento visual.
La función más importante del  lóbulo occipital es la visión. Debido al posicionamiento de este lóbulo, en la parte posterior de la cabeza, no es susceptible de sufrir muchos daños, pero cualquier lesión significativa en esta zona cerebral puede provocar una amplia variedad de daños al sistema de percepción visual. Algunos de los problemas más comunes asociados a este tipo de lesiones son los escotomas y la pérdida de visión en determinadas áreas del campo visual, así como problemas en la percepción del color o del movimiento, alucinaciones, ilusiones e incapacidad para reconocer palabras. Se realizó un estudio con pacientes que habían desarrollado un tumor en el área occipital, y los resultados mostraron que la consecuencia más frecuente era el daño contralateral del campo visual. Cuando la lesión tiene lugar en el lóbulo occipital, es más común que los efectos se observen en la mitad opuesta. Dado que las regiones cerebrales se encuentran especializadas en determinadas funciones, los daños causados en áreas específicas ocasionarán pérdidas en funciones específicas. 
El daño en la parte izquierda del lóbulo provoca alteraciones en el lenguaje; por ejemplo, dificultad para identificar adecuadamente letras, números o palabras; incapacidad para utilizar pistas visuales, etc. Los daños en la parte derecha provocan problemas de índole no verbal; por ejemplo, dificultades en la identificación de figuras geométricas, o en la percepción facial. En casi la totalidad de las regiones cerebrales, las lesiones en la parte izquierda conllevan problemas relacionados con el lenguaje, mientras que los daños en la zona derecha se relacionan con trastornos perceptivos y de resolución de problemas.

### Daños en la corteza
Muchos estudios de diferentes enfermedades y trastornos que conllevan síntomas relacionados con la pérdida de memoria han proporcionado información sobre la anatomía cerebral y su relación con la función memorística en cada una de sus regiones.

#### Degeneración lobular frontotemporal y memoria
La degeneración lobular frontotemporal (DLFT) es una forma habitual de demencia debida a la degeneración de los lóbulos frontal y temporal. La memoria autobiográfica se encuentra ampliamente afectada por esta enfermedad. En un estudio realizado, los pacientes de DLFT eran entrevistados, y se les solicitaba que describieran un suceso significativo de cinco periodos distintos de sus vidas. Utilizando el método de la entrevista personal y distintas técnicas de neuroimagen, los investigadores esperaban encontrar una relación entre patrones de pérdida de volumen cerebral y nivel de ejecución en la entrevista.
Mediante técnicas de imagen se hallaron patrones de reducción volumétrica significativa de la parénquima circundante a los lóbulos frontal y temporal. Mediante la comparación con un grupo control, se halló que los volúmenes de la parénquima aumentaban durante el recuerdo episódico, y disminuían durante el recuerdo semántico. Los investigadores hallaron que el recuerdo episódico autobiográfico de los sucesos vitales se encontraba seriamente dañado en pacientes con DLFT, mientras que la memoria semántica autobiográfica parecía conservarse.

#### Enfermedad de Alzheimer y memoria
La enfermedad de Alzheimer conlleva daños en los ganglios basales y trastornos memorísticos, lo que sugiere que los ganglios basales están implicados en el funcionamiento de tipos específicos de memoria. Los pacientes de esta enfermedad tienen dificultades con la memoria de trabajo y la memoria espacial.
La mayor parte de la gente puede utilizar la memoria visoespacial fácil y rápidamente para recordar lugares e imágenes, pero un enfermo de Alzheimer encontraría serias dificultades al respecto. Además, podría mostrar problemas en la codificación de la información espacial en la memoria a largo plazo, lo que sugiere la implicación de los ganglios basales en los procesos de codificación y evocación de información espacial.
Los aquejados por esta enfermedad muestran un empeoramiento de la memoria de trabajo durante la ejecución de tareas secuenciales, y también muestran dificultades en saber de qué modo utilizar su memoria, por ejemplo, ante la necesidad de realizar un cambio de estrategia de acción, o mantener una línea de pensamiento determinada.

## Lecturas complementarias
- Hugo Solís, Estela López-Hernández (2009). «Neuroanatomía funcional de la memoria» (PDF). Arch. Neurocien. 14 (3): 176-187. Consultado el 7 de mayo de 2007.
- Mónica Muñoz (2007). «De la neuropsicología a la anatomía de la memoria declarativa» (PDF). eduPsykhé 6 (2): 223-244. Archivado desde el original el 5 de febrero de 2012. Consultado el 7 de mayo de 2007.

- Datos: Q18648